# ニニアン
聖ニニアン（Saint Ninian）は キリスト教の聖人である。現代のスコットランドの一部地域に相当するピクト人の間での初期の宣教師として8世紀に初めて言及された。このために、彼は 南方ピクト人への使徒 (Apostle to the Southern Picts) として知られており、 ローランド地方を通じたピクト人の遺産を持つスコットランド各地、および、ノーサンブリアの遺産を持つイングランド北部の一部におびただしい数の彼への献呈(dedication)がある。ニニアンは、スコットランドでは リンガン (Ringan) としても知られ、イングランド北部では トリニアン (Trynnian) としても知られる。
ニニアンの 主な寺院は、ガロウェイ（en:Galloway）のホウィットホーン（en:Whithorn）にあり、カンディダ・カサ(en:Candida Casa、ラテン語で '白い家' の意味)と名付けられた。（397年前後の設立とされる。）彼の教えについては何も知られておらず、彼の生涯に関する情報についての確実な裏付けもない。
伝承の中のニニアンと歴史的な記録に実際に登場する人物を結びつけるものはまだ確認されていないが、6世紀アイルランド北部の聖フィネン（en:Finnian of Moville）は有力候補とされる。この記事では、聖ニニアンの伝説として知られるようになった詳細と起源について触れる。

## 背景
ニニアンを最初の伝道者として抱いた南方ピクト人(Southern Picts)は、クライド湾およびフォース湾の北側とスコットランドを交差するマウンス(the Mounth)として知られる山々の南側に住むピクト人である。彼らは一度キリスト教徒であったことが、聖パトリックによる5世紀のクロティカスへの手紙 (Letter to Coroticus)の中の '背教のピクト人' としての言及から知られている。 
なお、パトリックが言及していない北方ピクト人(Northern Picts)は当時まだキリスト教徒ではなく従って '背教者' (apostate)ではなく、後の6世紀に聖コルンバによって教化された。
681年にはノーサンブリア王国がリンリスゴー近郊にあたるアバコーン（en:Abercorn）にて、南方ピクト人の間でのトラムワイン司教(Bishop Trumwine)管轄下の司教領を設立していた。この努力は短くも685年のダン・ネクテインの戦い（en:Battle of Dun Nechtain）によるノーサンブリア人に対するピクト人の勝利の後に放棄された。
キリスト教は6世紀のガロウェイで栄えていた。
731年のベーダの記述の当時は、ノーサンブリア人はノーサンブリアの前身であるバーニシア(en:Bernicia)の時代に始まるガロウェイとの1世紀かそれ以上の間破られない関係を楽しんでいた。この時にノーサンブリアはヨーク大司教(en:Archbishop of York)の管轄下で監督教区を設立していた。そのような監督教区が１つ731年にホウィットホーン(en:Whithorn)に設立されており、ベーダの記述はこの新しいノーサンブリア監督教区の正統性を支えるものである。バーニシアでの名前hwit ærnは ラテン語のcandida casa、ないし現代英語の 'white house' にあたる古英語であり、現在の名前のホウィットホーン(en:Whithorn)として残っている。
ベーダのニニアンに相当する人物の歴史的な記録は見つかっていない。しかしながら、高名な歴史家であるベーダが歴史的な記録に根拠をもつことなくニニアンという存在を創り出したということは考えづらいことであり、アイルランドの初期の聖人たちとホウィットホーンの初期のキリスト教徒の関係についての知識が増加していることとも相まって、ベーダの記述の根拠を見つける真摯な学術的な努力につながった。ジェームス・ヘンソーン・トッド(en:James Henthorn Todd)は、1855年出版の Leabhar Imuinn (古代アイルランド教会の賛美歌の書(The Book of Hymns of the Ancient Church of Ireland))にてモヴィラの聖フィネン(en:Finnian of Moville)を示唆しており、この見解は現代の学者たちから有力視されている。

## 伝説
ホウィットホーンのニニアン(Ninian of Whithorn)についての最初の言及は、731年頃ノーサンブリア人の修道士ベーダ・ヴェネラビリスによる イングランド教会史中の短い一節にある。 9世紀の詩司教ニニアンの奇跡(en:Miracula Nyniae Episcopi)は、彼にまつわるいくつかの奇跡を記録している。1160年頃には聖ニニアンの生涯(en:Vita Sancti Niniani)がリーヴォーのアエルレド(en:Ailred of Rievaulx)によって書かれ、1639年にはジェームズ・アッシャー（en:James Ussher）が著書 Brittanicarum Ecclesiarum Antiquitates の中でニニアンについて議論している。これらがホウィットホーンのニニアンについての情報源であり、彼の生涯についての当たり障りのない詳細を提示してくれているようにも見える。しかしながらこれらの話しを裏付ける疑いのない歴史的な証拠はなく、一方でどの情報も、その聖ニニアンの記述に依拠する政治的ないし宗教的な課題を持っていた。
伝承では、ニニアンはブリトン人であり、ローマで学び、ホウィットホーンのカンディダ・カサ(en:Candida Casa)で監督教区を設立し、彼はそこをトゥールの聖マルティヌスから名を取って名付けた、南方ピクト人をキリスト教に改宗した、彼はホウィットホーンに埋められた、という内容を持っている。物語の変形では、彼は実は聖マルティネスに会っていた、あるいは彼の父はキリスト教徒の王であった、はたまた彼は石棺に収められて自身の教会の祭壇の近くに埋葬された、というような要素が加えられている。さらなる発展形では、彼はアイルランドに向かい、そこで432年に亡くなった、と断言されている。  彼の出生の日付は397年に亡くなった聖マルティヌスの伝統的な言及に由来する。

### ベーダの証言 (731年頃)

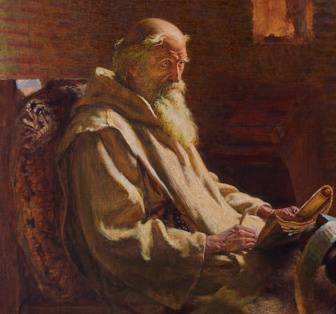
ヨハネを翻訳するベーダ・ヴェネラビリス (The Venerable Bede translates John)、J・ドイル・ペンローズ(:en:James Doyle Penrose)、1902年頃。

ベーダ・ヴェネラビリスは、ニニアン ( ニニア (Nynia)の単なる奪格) はローマで指導を受けたブリトン人であった、彼はブリトン人たちの間で一般的でない石の教会を造った、彼の司教座(en:episcopal see)はトゥールのマルティヌスから名を取って名付けられた、彼は南方ピクト人への説教を行い改宗した、彼の拠点はバーニシア(en:Bernicia)のprovinceにある " Ad Candidam Casam" と呼ばれる場所にあった、彼は多くの他の聖人たちと共にそこに埋められた、と言っている
ベーダの情報はごくわずかであり、あくまでも事実として断言してはおらず、単に "伝説の" (traditional)情報を渡しただけとしている。それでも彼は、1つの段落の最終部という形ではありながらも、聖ニニアンについての最初の歴史的な言及を提供している。

### アエルレドの証言 (1160年頃)

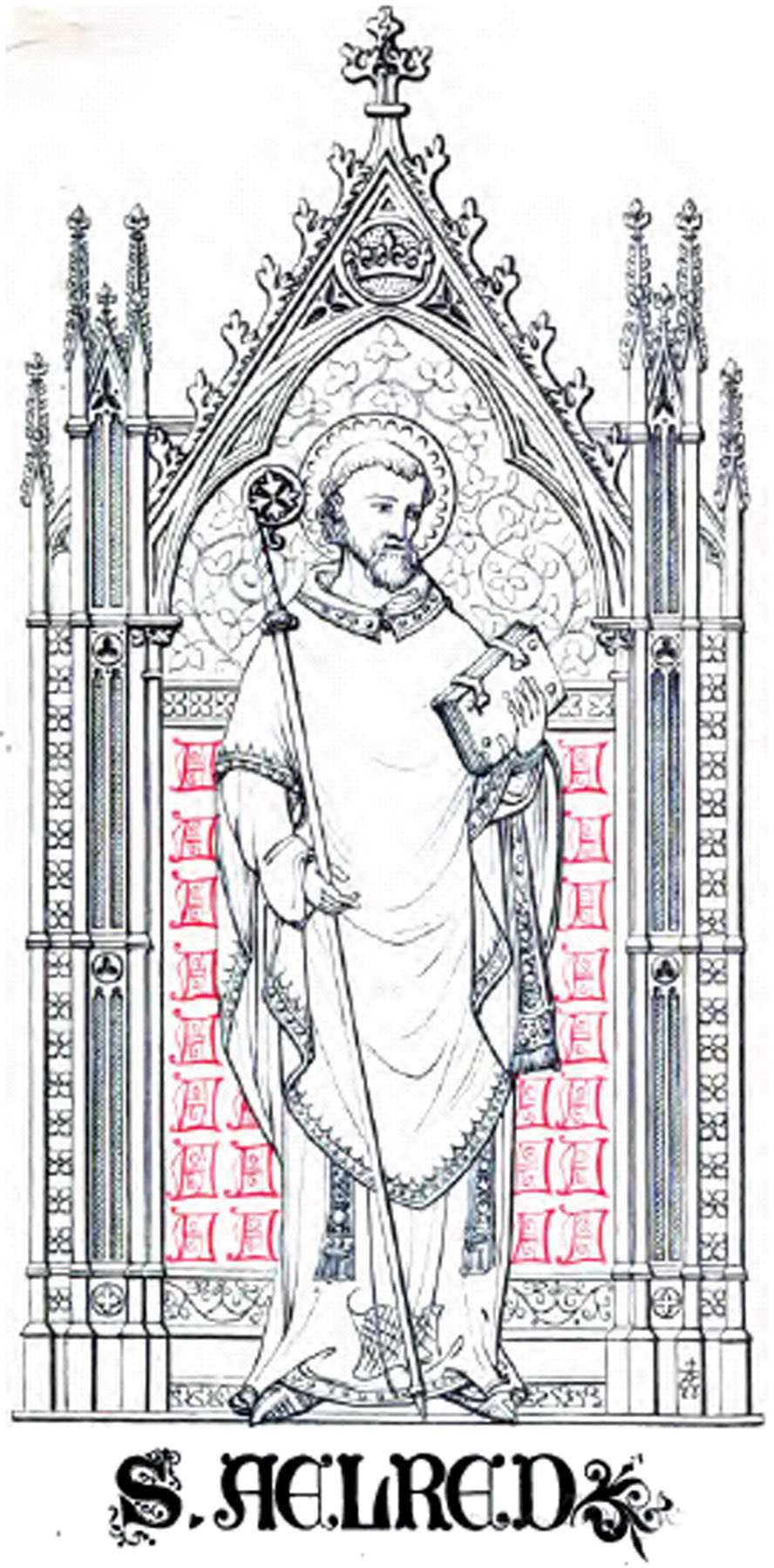
聖アエルレド、1845年の書籍より

聖ニニアンの生涯(en:Vita Sancti Niniani)中の奇跡に関する物語はさておき、アエルレド（en:Aelred of Rievaulx）は聖ニニアンに言及する付随情報を含んでいる。すなわち、彼の父はキリスト教徒の王だった、彼はローマで司教に任命された、彼は聖マルティヌスに会った、聖マルティヌスはニニアンの要望を受けて彼の帰途にあわせ石工たちを送り、石工たちは海辺に位置する石の教会を建てて、聖マルティヌスの死を知ったニニアンは教会を彼に捧げた、当時豊かで力のあった "王トゥドゥヴァラス" (King Tuduvallus)を彼は教化した、ピクト人たちの教化と帰郷の後に彼は亡くなり、石棺に収められて彼の教会の祭壇の近くに埋葬された、彼は一度  "プレビア" (Plebia)という名の彼の兄弟と共に旅したことがあった、といったものである。
アエルレドは、ベーダによるニニアンについての情報の発見に加えて、"未開の言語" (barbarous language)で書かれた出典による更なる追加情報を彼の「聖ニニアンの生涯」に盛り込んだ、と言っている。しかしながら、この原典についての情報は一切ない。アエルレドはスコットランドの宮廷で10年間を過ごした後に聖ニニアンの生涯を書き、ガロウェイとスコットランドの聖人のこのような熱烈な描出の写本を望んでいるであろうスコットランド王家およびガロウェイのファーガス(en:Fergus of Galloway、ガロウェイ司教区(Bishopric of Galloway)を復活させた)の両者との親密な関係を持った。彼の業績は、おそらく政治的に野心的な聴衆のためを意図しており、トーマス・ヘファーナン(Thomas Heffernan)が "神聖な伝記" (sacred biography)として言及するものである。

### アッシャーの証言 (1639年)

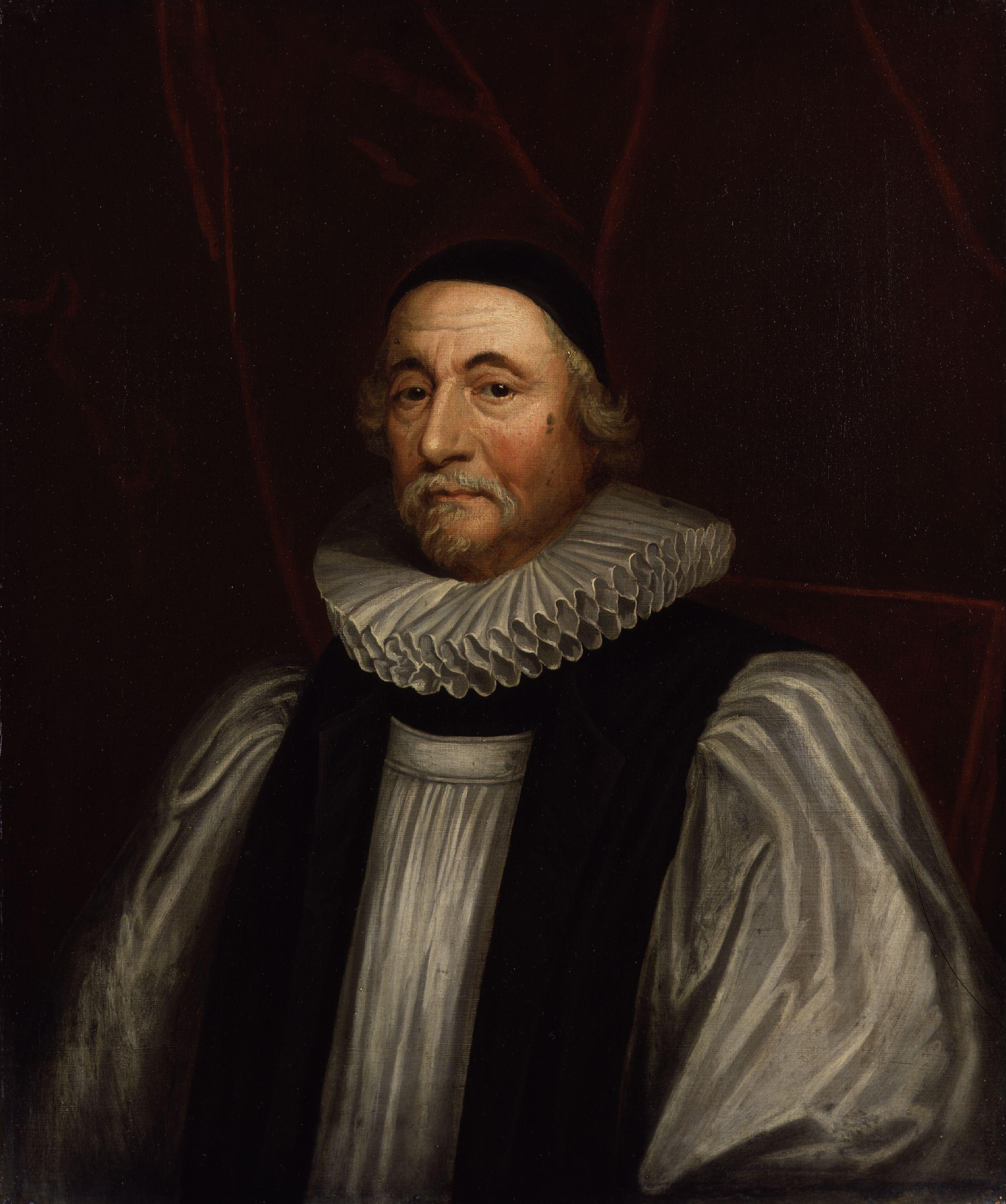
ジェームズ・アッシャー(:en:James Ussher)、アーマー大司教(Archbishop of Armagh兼 全アイルランド大司教(:en:Primate of All Ireland)

アッシャー（en:James Ussher）は、ニニアンはアイルランドでのCluayn-conerのためカンディダ・カサを離れ最終的にアイルランドで亡くなった、彼の母はスペインの王女だった、彼の父は一旦彼の聖職者としての訓練に同意した後に彼を取り戻すことを望んだ、天国から来た鐘が彼の信者たちを呼んだ、雄鹿が運んで来た角材で木造の教会を建てた、建築の経験のないハープ奏者が教会の建設者だった、と言っている。 彼は、それぞれ"テルナ"(Terna) および"ウィン"(Wyn)と名付けられた鍛冶屋と彼の息子がニニアンの奇跡を目撃し、聖人は"ウィッテルナ"(Wytterna)と呼ばれることになる土地を授けられた、と加えている。
加えて、19世紀の歴史家ウィリアム・フォーブス・スキーニー(en:William Forbes Skene)は、何の根拠もない"伝統的な"ニニアンの命日 (432年9月16日)について最終的に アッシャーの聖ニニアンの生涯によるものと考えた。
アッシャーの証言はしばしば、架空の歴史を創作したり、彼の目的に合うように本物の写本を誤って引用するとして、非難の対象となる 。それでも、彼は正統な写本を参照することができ、伝承のいくつかの版の一因となっていた。

### 他の情報源
聖ニニアンについての他の著述家はベーダ、アエルレド、またはアッシャーの記述を使ったか、あるいは様々な 写本からの情報を組み合わせて用いている。これにはジョン・キャップグレイブ(en:John Capgrave、1393年－1464年)、ティンマスのジョン(John of Tinmouth、活躍時期1366年頃)、ジョン・コルガン(en:John Colgan、1657年頃没)、その他今日に至るたくさんが含まれる。
8世紀に書かれた作者不詳の聖人伝であるMiracula Nynie Episcopi (司教ニニアンの奇跡)は史実でない記述と見なされており、写本が広く残っているわけでもない.

## 聖ニニアンへの献呈

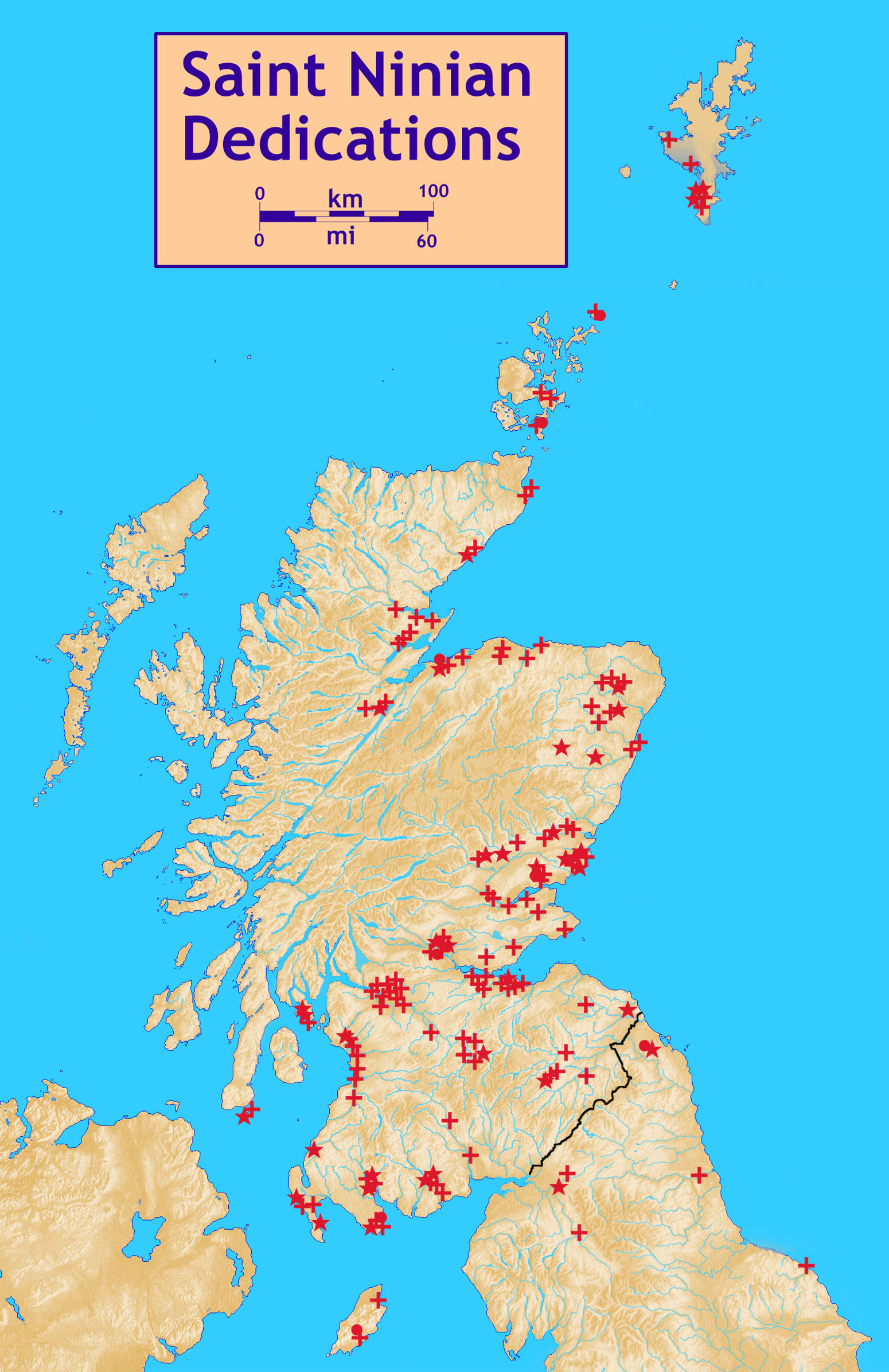
聖ニニアンへの献呈 (イングランド、スコットランド、マン島)

聖ニニアンへの献呈は、彼に属する良い作品への敬意を表現するものであり、彼の伝承についての信憑性の問題はその点において無関係である。なお、アエルレドがニニアンの記述を書いた以降のほとんど全ての献呈が中世に起源を持つ。
献呈はスコットランドの古代ピクト人の土地の各所、クライド湾とフォース湾の南岸、オークニー諸島およびシェトランド諸島、そしてイングランド北部の一部にみられる。1932年設立のエディンバラの聖ニニアン・聖トリドゥアナ(en:Triduana)教会(en:Ss Ninian and Triduana’s Church, Edinburgh)は、ニニアンに献呈されたローマカトリック教会である。
マン島における献呈は中世におけるスコットランドの支配の当時に起源を持つものであり、島民自身が触発されたものではない。
アイルランドのドニゴール東部（en:East Donegal (UK Parliament constituency)）とベルファストに聖ニニアンへの献呈がある。宣教師がスコットランドからの船旅の後に上陸したと言われているベルファスト湾(en:Belfast Lough)の海岸は伝統的に聖ニニアンの 岬として知られていた。これらのつながりはアルスターの両者の地域において強いアルスター・スコットランド人(Ulster-Scots)の伝統を反映している。
カナダノバスコシア州のようにスコットランドの遺産を持つ世界各地にも献呈がある。聖ニニアン聖堂(St. Ninian's Cathedral)はノバスコシアのアンティゴニシュ（en:Antigonish）に位置する。
ハイランド地方とヘブリディーズ諸島における献呈の欠落が目を引く。
スコットランドでは、9月16日を聖ニニアンの日（St. Ninian's Day）として祝う。

## ギャラリー

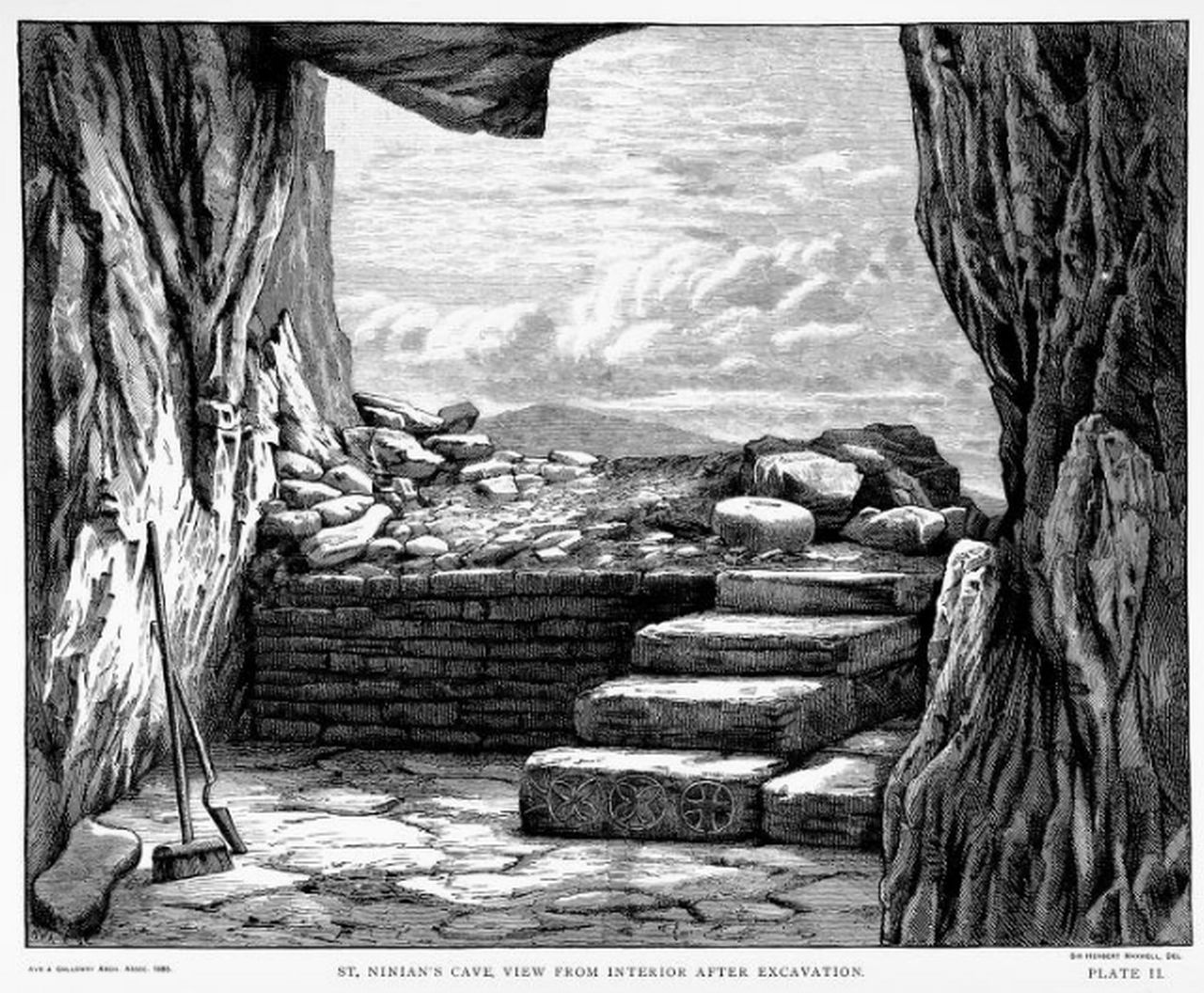
ウィグタウンシャー(en:Wigtownshire) グラッサートン(en:Glasserton)の聖ニニアンの洞窟(St. Ninian's Cave、ホウィットホーンから南東5kmの海岸にある)。サー＝ハーバート・マクスウェル(en:Sir Herbert Maxwell, 7th Baronet、1885年。
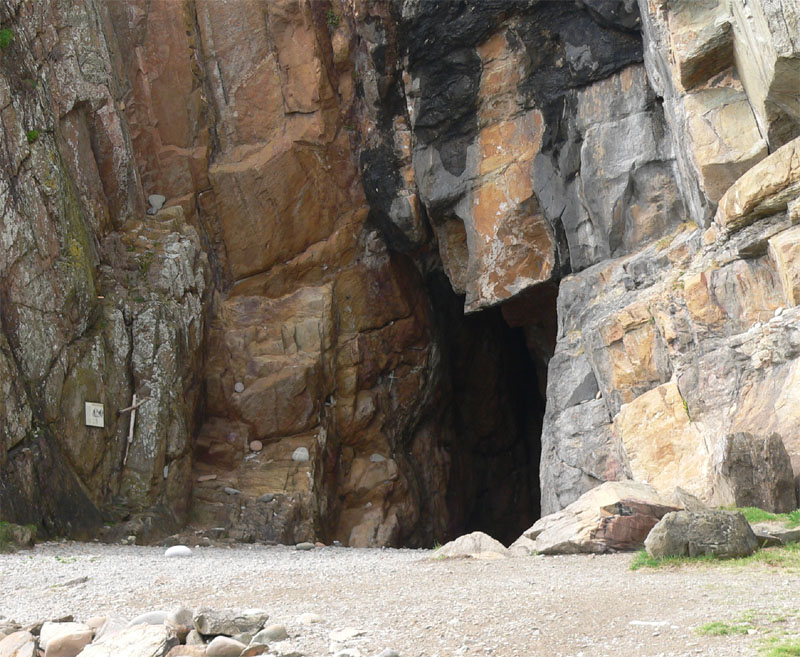
聖ニニアンの洞窟(St. Ninian's Cave)の入り口。
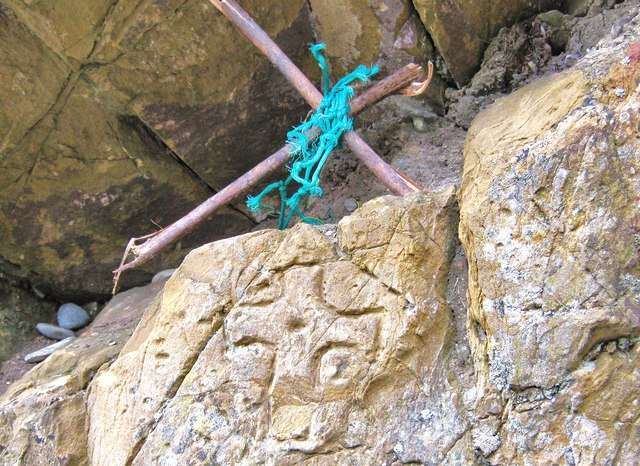
聖ニニアンの洞窟の入り口の奉納供物。
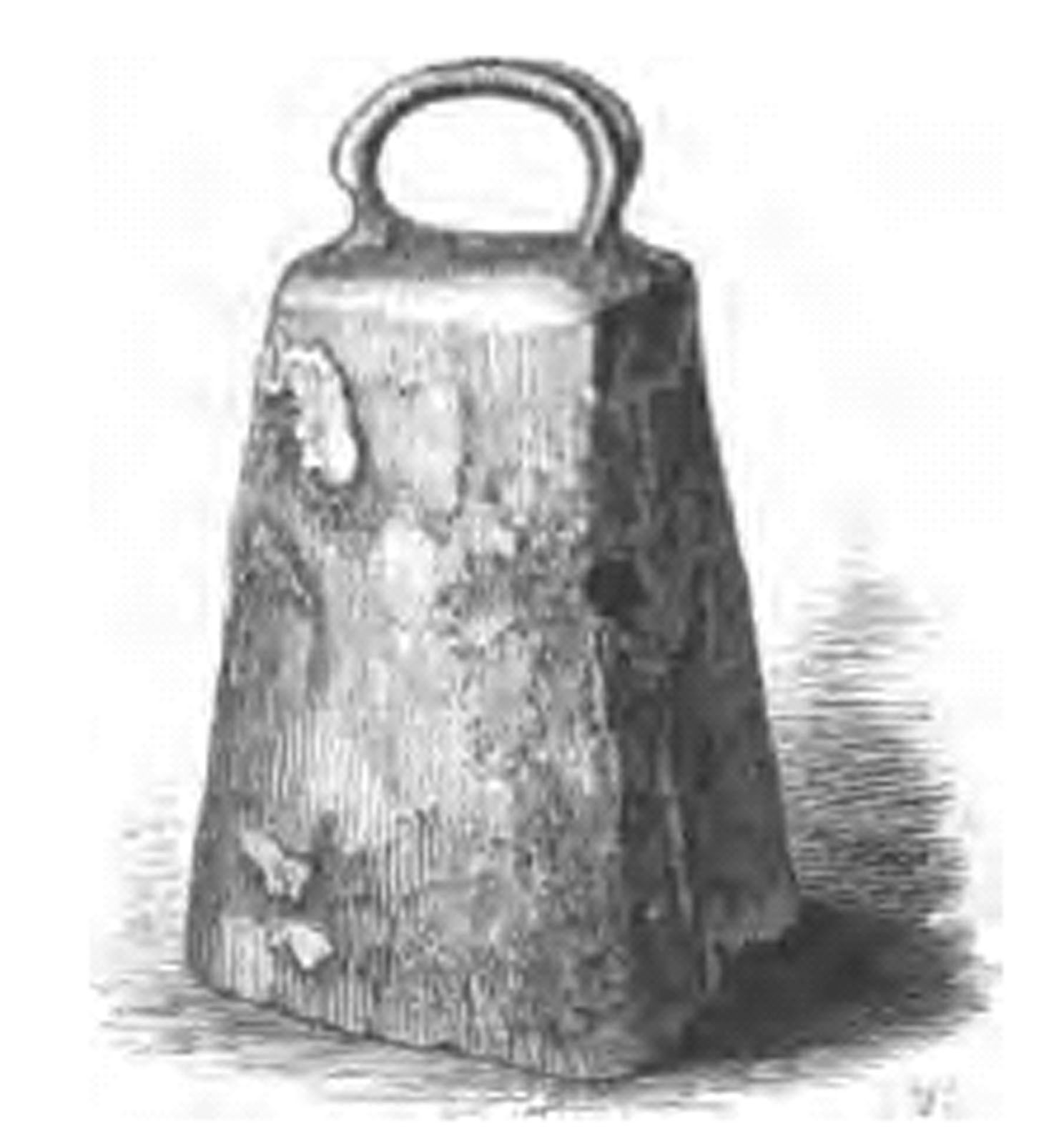
The Clog-rinny、または 聖ニニアンの鐘 (Bell of St. Ninian)。
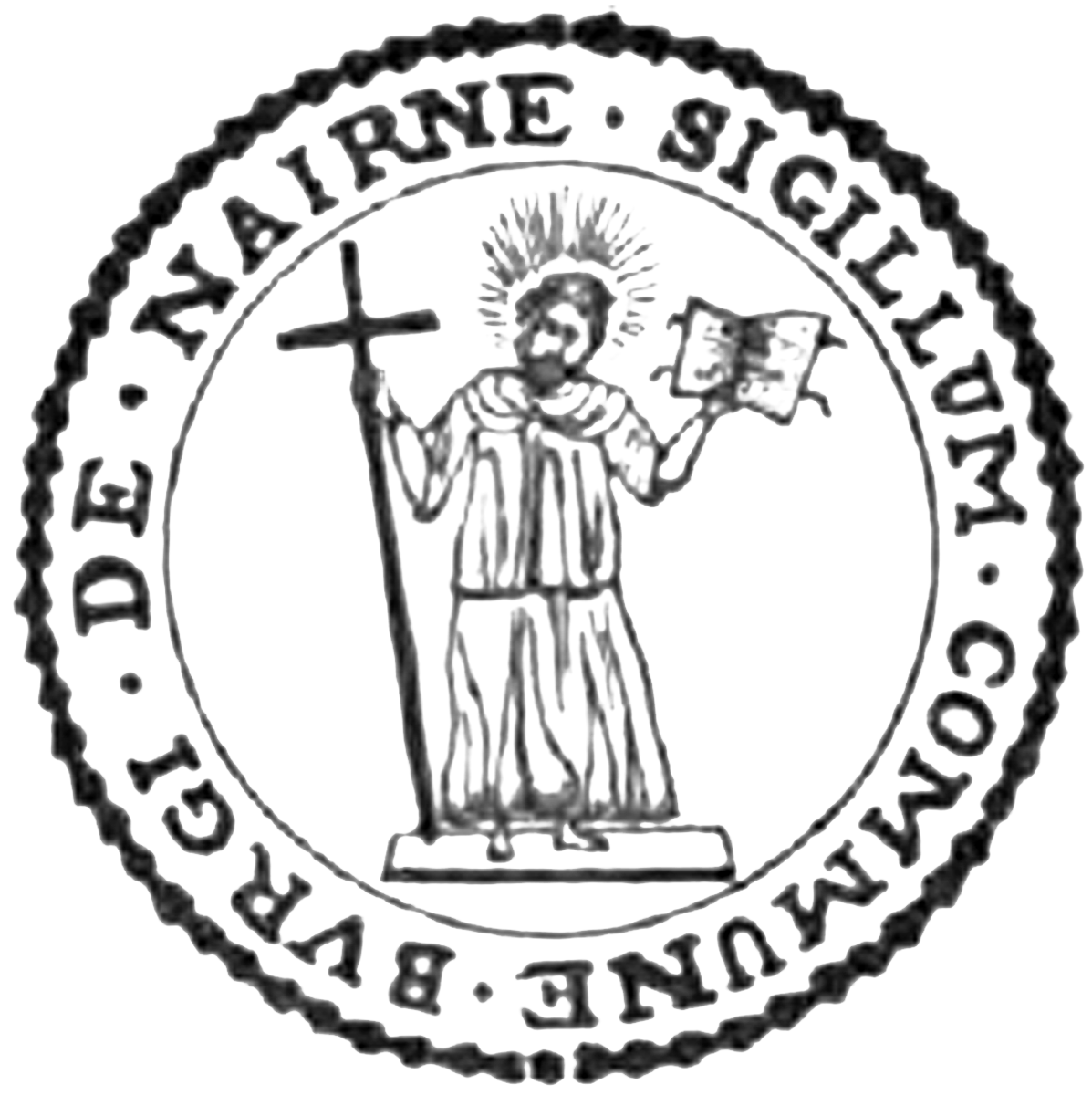
ハイランド東端の町ネアン(en:Nairn)の自治都市紋章、聖ニニアンが描かれている。(1906年)
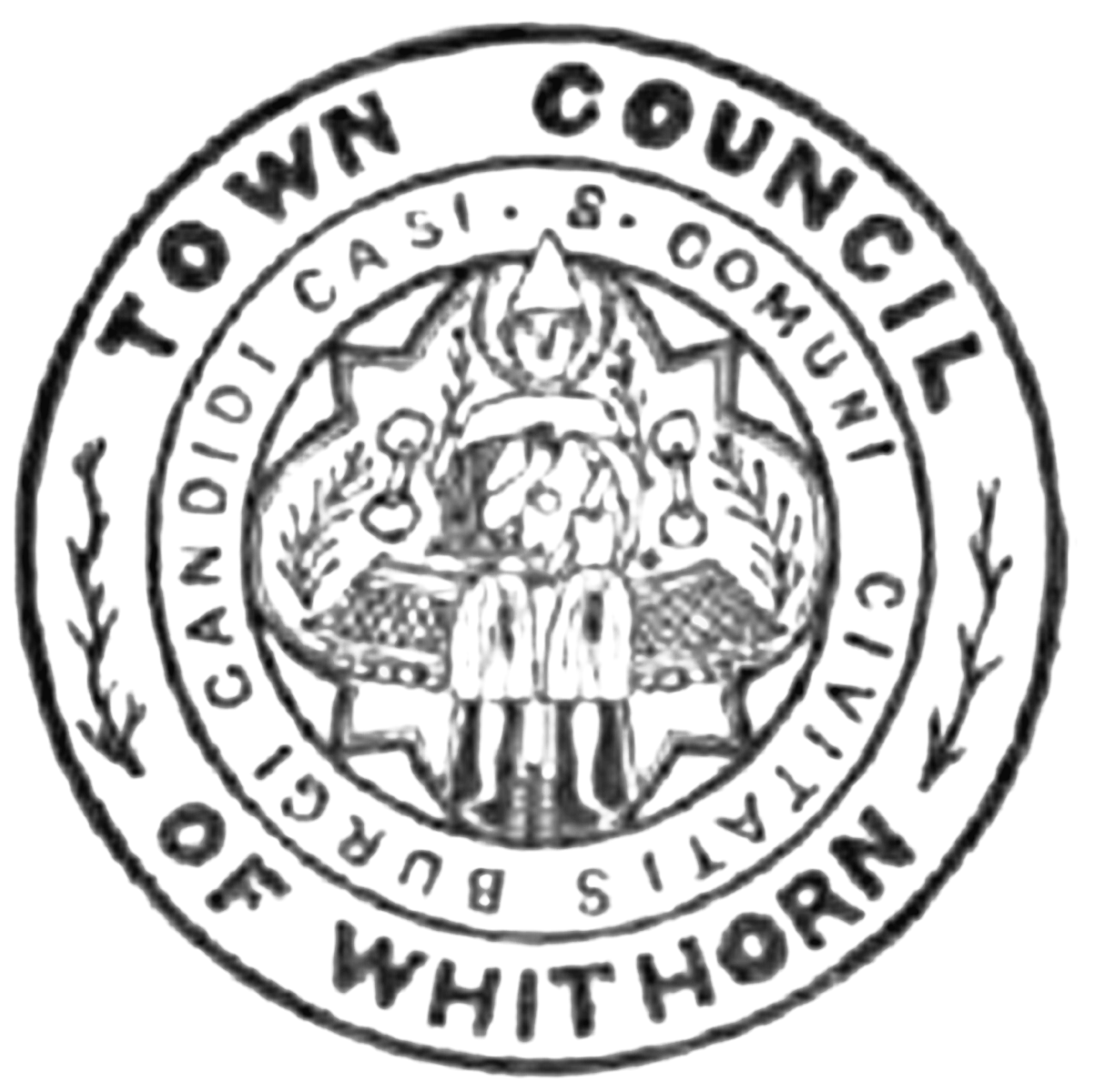
ホウィットホーンの自治都市紋章、聖ニニアンが描かれている。(1906年)